# سلیمانوو
سلیمانوو (به لاتین: Suleymanovo) یک منطقهٔ مسکونی در روسیه است که در باشقیرستان واقع شده‌است.